# Dolmen von Cabaleiros
Der Dolmen von Cabaleiros (auch als Casa da Moura, Casa dos Mouros oder Couza do Cacheiro bezeichnet) ist ein Megalithmonument aus dem Neolithikum (3. Jahrtausend v. Chr.) in der Gemeinde Tordoia in der Region Ordes (bzw. Órdenes) in der Provinz La Coruña in Galicien in Spanien.
Der mit einer Mauer eingehegte Dolmen wurde 1975 unter Denkmalschutz gestellt.
Erhalten ist eine polygonale Kammer aus sechs Orthostaten, die als Tragsteine einen relativ dünnen Deckstein von 4,6 m Länge tragen. Die Kammer hat einen Zugang im Osten. Sämtliche Steine des Ganges und die meisten des Hügels fehlen.
In der Nähe liegt der Dolmen von Pedra Moura (Carballo).